# Paolo Valente
Paolo Bill Valente (* 3. November 1966 in Meran) ist ein Südtiroler Journalist, Schriftsteller und kirchlicher Funktionär.

## Leben
Valente war verantwortlicher Chefredakteur der italienischsprachigen katholischen Südtiroler Wochenzeitschrift Il Segno. Er hat zur Geschichte seiner Heimat Südtirol und insbesondere Merans publiziert.
Einige seiner Werke, die in italienischer Sprache veröffentlicht wurden, sind auszugsweise auch ins Deutsche übertragen worden.
Seit 2009 engagiert er sich in der Freiwilligenorganisation „Pozzo di Giacobbe - Jakobsbrunnen ODV“ (deren Gründer und erster Vorsitzender er ist), die sich in Italien und mehreren Ländern Afrikas für den interreligiösen und interkulturellen Dialog einsetzt.
Valente war seit 2014 der italienischsprachige Direktor (bis 2017 gab es zwei Direktoren) und seit 2017 alleiniger Direktor der Organisation Caritas der Diözese Bozen-Brixen. Dortige angebliche Missstände führten Ende 2021 zu einer kirchlichen Visitation der Einrichtung. Anfang 2022 wurde Valente seines Amtes enthoben. Im Juni 2022 wurde Beatrix Mairhofer als seine Nachfolgerin bestellt. Valente legte gegen seine Entlassung Berufung bei der römischen Kongregation für den Klerus ein. Ab Oktober 2022 ist Valente für die Kommunikation der nationalen Caritas zuständig, ab September 2023 ist er Vizedirektor der Caritas Italiana in Rom und ist seit 2024 auch Chefredakteur der Zeitschrift Italia Caritas der Caritas Italiana.

## Werke
Sachbücher
- Un prete in miniera. EDB, Bologna 1993, ISBN 88-10-50909-9.
- Che fatica, che gioia. EGA, Turin 2003, ISBN 88-7670-468-X.
- Porto di mare. TEMI, Trient 2005, ISBN 88-85114-93-8.
- Camminar la strada. L’avventura cristiana di don Giancarlo Bertagnolli. Il Margine, Trient 2010, ISBN 88-6089-074-8.
- Sinigo. Con i piedi nell'acqua. Storia di un'insediamento italiano nell’Alto Adige degli anni venti. AlphaBeta, Bozen 2010, ISBN 978-88-7223-133-3.
- Alpini. Ein aktueller Bericht (mit Fotos von Nicolò Degiorgis). Südtiroler Landesverwaltung, Bozen 2012, ISBN 978-88-88079-33-5.

Belletristik
- Il maestro di Cordés. Praxis 3, Bozen 1997.
- L’orchetto volante. Panorama, Trient 2001.
- Di là del passo. Raetia, Bozen 2003, ISBN 88-7283-153-9.
- La città sul confine. OGE, Mailand 2006, ISBN 88-89834-02-1.
- Die Papaya von Senan (afrikanische Märchen). Athesia, Bozen 2007, ISBN 978-88-6011-109-8.
- Il sole è mio padre. Favole del Perù. EMI, Bologna 2010, ISBN 88-307-1930-7.
- Giorni strani. Alphabeta, Meran 2010, ISBN 978-88-7223-141-8.
- Bussano – Sie klopfen. Alphabeta, Meran 2011, ISBN 978-88-7223-178-4.
- Fedeltà e coraggio. La testimonianza di Josef Mayr-Nusser. Alphabeta, Meran 2017, ISBN 978-88-7223-280-4.